# 4430 Govorukhin
4430 Govorukhin este un asteroid din centura principală, descoperit pe 26 septembrie 1978 de Liudmila Juravliova.